# 皮亞日湖
60°15′56″N 35°36′15″E / 60.2656°N 35.6041°E
皮亞日湖（俄语：Пяжозеро），是俄羅斯的湖泊，位於該國西北部，由沃洛格達州負責管轄，長4.5公里、寬4.5公里，面積13平方公里，海拔高度223.4米，湖岸線長度18.8公里，最大水深4.5米。